# Danila Semerikov
Danila Michajlovič Semerikov (in russo Данила Михайлович Семериков?; Saratov, 19 ottobre 1994) è un pattinatore di velocità su ghiaccio russo.

## Palmarès

### Mondiali distanza singola
- 4 medaglie:
  - 4 bronzi (10000 m e inseguimento a squadre a Inzell 2019; inseguimento a squadre a Salt Lake City 2020; inseguimento a squadre a Heerenveen 2021).

### Europei
- 3 medaglie:
  - 2 argenti (inseguimento a squadre a Kolomna 2018; inseguimento a squadre a Heerenveen 2020);
  - 1 bronzo (mass start a Heerenveen 2020).

### Coppa del Mondo
- Miglior piazzamento nella Coppa del Mondo lunghe distanze: 6º nel 2019.
- Miglior piazzamento nella Coppa del Mondo mass start: 6º nel 2018.
- 7 podi (6 individuali, 1 a squadre):
  - 2 vittorie (tutte individuali);
  - 2 secondi posti (tutti individuali);
  - 3 terzi posti (2 individuali, 1 a squadre).